# Соріккалмунай-3
Грама Ніладхарі Соріккалмунай-3 (№ SP/90B) — Грама Ніладхарі підрозділу ОС Навітанвелі, округ Ампара, Східна провінція, Шрі-Ланка.

## Демографія
| Населення (2007) | Населення (2007) | Населення (2007) | Населення (2007) | Населення (2007) |
| Населення        | Чоловіки         | Жінки            | Діти             | Дорослі          |
| ---------------- | ---------------- | ---------------- | ---------------- | ---------------- |
| 857              | 410              | 447              | 339              | 518              |